# Altos Hornos Zapla
Asociación Cultural y Deportiva Altos Hornos Zapla – argentyński klub piłkarski z siedzibą w dzielnicy Altos Hornos Zapla w mieście Palpalá leżącym w prowincji Jujuy.

## Osiągnięcia
- Udział w mistrzostwach Argentyny Nacional (6): 1974, 1978, 1979, 1983, 1984, 1985

## Historia
Klub założony został 4 stycznia 1947 roku i gra obecnie w lidze regionalnej Liga Jujeña. Klub ma następujące grupy kibiców: Los Borrachos del mástil, Atorrantes, Zapla Corazón, Monoblock de Zapla oraz Los chicos pobres y Los de 25.